# NGC 3337
NGC 3337 ist eine linsenförmige Galaxie vom Hubble-Typ E-S0 im Sternbild Sextant südlich des Himmelsäquators. Sie ist schätzungsweise 355 Millionen Lichtjahre von der Milchstraße entfernt und hat einen Durchmesser von etwa 60.000 Lj. Die Entfernungsmessungen basierend auf den Radialgeschwindigkeiten stimmen nicht mit den rotverschiebungsunabhängigen Entfernungsschätzungen von 421 Millionen Lichtjahren überein.

Im selben Himmelsareal befinden sich die Galaxien NGC 3326, NGC 3341, IC 636.
Das Objekt wurde am 22. März 1865 vom deutschen Astronomen Albert Marth entdeckt.